# Verklaring van Teheran
De Verklaring van Teheran, ook wel Proclamatie van Teheran genoemd, is een verklaring van de VN, opgesteld in 1968, twintig jaar na de Universele verklaring van de rechten van de mens. Aan de opstelling van deze verklaring namen veel ontwikkelingslanden deel die in 1948 nog niet vertegenwoordigd waren in de VN. De verklaring maakt voor het eerst, of meer expliciet dan eerder, melding van onder meer apartheid, analfabetisme, de rechten van vrouwen en het kind, geboorteregeling, ontwapening. De verklaring zou een alternatief moeten vormen voor de 'traditionele' of 'westerse' opvattingen over de rechten van de mens. Ze heeft echter in de jaren sindsdien weinig bekendheid verworven, evenmin als andere verklaringen die zijn opgesteld als alternatief voor de Universele verklaring van 1948.